# Lijst van nummer 1-hits in de Nederlandse Single Top 100 in 2009
Deze hits stonden in 2009 op nummer 1 in de Nederlandse Single Top 100.
| Nummer | Datum        | Artiest                   | Titel                             |
| ------ | ------------ | ------------------------- | --------------------------------- |
| 607    | 3 januari    | Marco Borsato             | Dochters                          |
|        | 10 januari   | Marco Borsato             | Dochters                          |
| 611    | 17 januari   | Jordy van Loon            | Verliefdheid                      |
| 612    | 24 januari   | Nick & Simon              | Vallende sterren                  |
| 613    | 31 januari   | Cidinho & Doca            | Rap das armas                     |
|        | 7 februari   | Cidinho & Doca            | Rap das armas                     |
|        | 14 februari  | Cidinho & Doca            | Rap das armas                     |
| 614    | 21 februari  | André van Duin            | De balletjes van de koningin      |
| 615    | 28 februari  | Jan Smit                  | Je naam in de sterren             |
|        | 7 maart      | Jan Smit                  | Je naam in de sterren             |
|        | 14 maart     | Jan Smit                  | Je naam in de sterren             |
|        | 21 maart     | Jan Smit                  | Je naam in de sterren             |
| 616    | 28 maart     | P3                        | PowNed!                           |
| 617    | 4 april      | Lady Gaga                 | Poker face                        |
|        | 11 april     | Lady Gaga                 | Poker face                        |
| 618    | 18 april     | Nick & Simon              | De dag dat alles beter is         |
| 619    | 25 april     | Adele                     | Make you feel my love             |
| 617    | 2 mei        | Lady Gaga                 | Poker face                        |
| 620    | 9 mei        | Madcon                    | Beggin'                           |
| 621    | 16 mei       | Lisa                      | Hallelujah                        |
|        | 23 mei       | Lisa                      | Hallelujah                        |
|        | 30 mei       | Lisa                      | Hallelujah                        |
|        | 6 juni       | Lisa                      | Hallelujah                        |
|        | 13 juni      | Lisa                      | Hallelujah                        |
|        | 20 juni      | Lisa                      | Hallelujah                        |
|        | 27 juni      | Lisa                      | Hallelujah                        |
|        | 4 juli       | Lisa                      | Hallelujah                        |
|        | 11 juli      | Lisa                      | Hallelujah                        |
|        | 18 juli      | Lisa                      | Hallelujah                        |
| 622    | 25 juli      | G-Lontra, Rockz & Chelc-D | Give (Extrema Outdoor theme 2009) |
| 623    | 1 augustus   | Damaru & Jan Smit         | Mi rowsu (Tuintje in mijn hart)   |
|        | 8 augustus   | Damaru & Jan Smit         | Mi rowsu (Tuintje in mijn hart)   |
|        | 15 augustus  | Damaru & Jan Smit         | Mi rowsu (Tuintje in mijn hart)   |
|        | 22 augustus  | Damaru & Jan Smit         | Mi rowsu (Tuintje in mijn hart)   |
| 624    | 29 augustus  | Nick & Simon              | Lippen op de mijne                |
| 623    | 5 september  | Damaru & Jan Smit         | Mi rowsu (Tuintje in mijn hart)   |
| 625    | 12 september | Anouk                     | Three days in a row               |
| 623    | 19 september | Damaru & Jan Smit         | Mi rowsu (Tuintje in mijn hart)   |
|        | 26 september | Damaru & Jan Smit         | Mi rowsu (Tuintje in mijn hart)   |
| 626    | 3 oktober    | Gerard Joling             | Engel van mijn hart               |
| 627    | 10 oktober   | Thomas Berge              | Kon ik maar even bij je zijn      |
| 628    | 17 oktober   | K3                        | Mamasé!                           |
|        | 24 oktober   | K3                        | Mamasé!                           |
|        | 31 oktober   | K3                        | Mamasé!                           |
|        | 7 november   | K3                        | Mamasé!                           |
|        | 14 november  | K3                        | Mamasé!                           |
|        | 21 november  | K3                        | Mamasé!                           |
| 629    | 28 november  | Nick & Simon              | Het masker / Santa's party        |
|        | 5 december   | Nick & Simon              | Het masker / Santa's party        |
|        | 12 december  | Nick & Simon              | Het masker / Santa's party        |
| 630    | 19 december  | Thomas Berge              | Geen kerstfeest zonder jou        |
| 631    | 26 december  | Jeroen van der Boom       | Weer geloven                      |